# Distrito electoral de Dewey (condado de Stanton, Nebraska)
Dewey (en inglés: Dewey Precinct) es un distrito electoral ubicado en el condado de Stanton en el estado estadounidense de Nebraska. En el Censo de 2010 tenía una población de 194 habitantes y una densidad poblacional de 2,11 personas por km².

## Geografía
Dewey se encuentra ubicado en las coordenadas 42°2′40″N 97°10′50″O / 42.04444, -97.18056. Según la Oficina del Censo de los Estados Unidos, Dewey tiene una superficie total de 91.95 km², de la cual 91.81 km² corresponden a tierra firme y (0.15%) 0.14 km² es agua.

## Demografía
Según el censo de 2010, había 194 personas residiendo en Dewey. La densidad de población era de 2,11 hab./km². De los 194 habitantes, Dewey estaba compuesto por el 96.39% blancos, el 0.52% eran afroamericanos, el 0.52% eran amerindios y el 2.58% eran de otras razas. Del total de la población el 4.64% eran hispanos o latinos de cualquier raza.